# Solar Roadways
Solar Roadways är ett amerikanskt företag med det uttalade syftet att utveckla och installera solpaneler i vägar, trottoarer, parkeringar och liknande ytor som träffas av solens strålar för att möjliggöra större produktion av förnyelsebar energi utan att täcka landytor som behövs till annat. 
En nackdel med installation av solpaneler i vägar är att det förväntas bli extremt dyrt i jämförelse med dagens pris på asfalt. Solpanelerna kan också komma att samla på sig material som måste flyttas för att solen skall kunna nå igenom, vilket ytterligare höjer priserna.